# Ufones
Ufones est une commune de la municipalité de Rabanales, située dans la comarca d'Aliste, dans la province de Zamora, dans la communauté autonome de Castille-et-Léon, l'Espagne.

## Histoire

### Période Protohistorique
À l'ouest de la ville se trouve le site de « El Castro », un établissement du Premier Âge du Fer, situé dans la vallée de la rivière Mena. Ce castro appartenait à la tribu Zoela, qui fait partie du groupe de Astures.

### Période Romaine
À côté de l'église paroissiale de Santa Eulalia, à Mérida, se trouve un morceau de pierre sculptée qui représenterait un phallus, d'origine romaine, christianisé des siècles plus tard à l'aide de croix sculptées sur sa surface, peut-être à la suite du Deuxième concile de Braga, qui interdisait le culte des pierres et identifiait les phallus avec le diable.
À l'époque romaine, le culte phallique était associé à Priape, un dieu mineur de la campagne, patron de la fertilité, des bonnes récoltes et protecteur du bétail. Il était aussi le symbole d'une société patriarcale et une marque de territorialité.
Des idoles similaires existent en Grèce, en Italie, en France et en Grande-Bretagne. Deux autres exemples notables sont visibles à Rabanales, à côté de l'église.

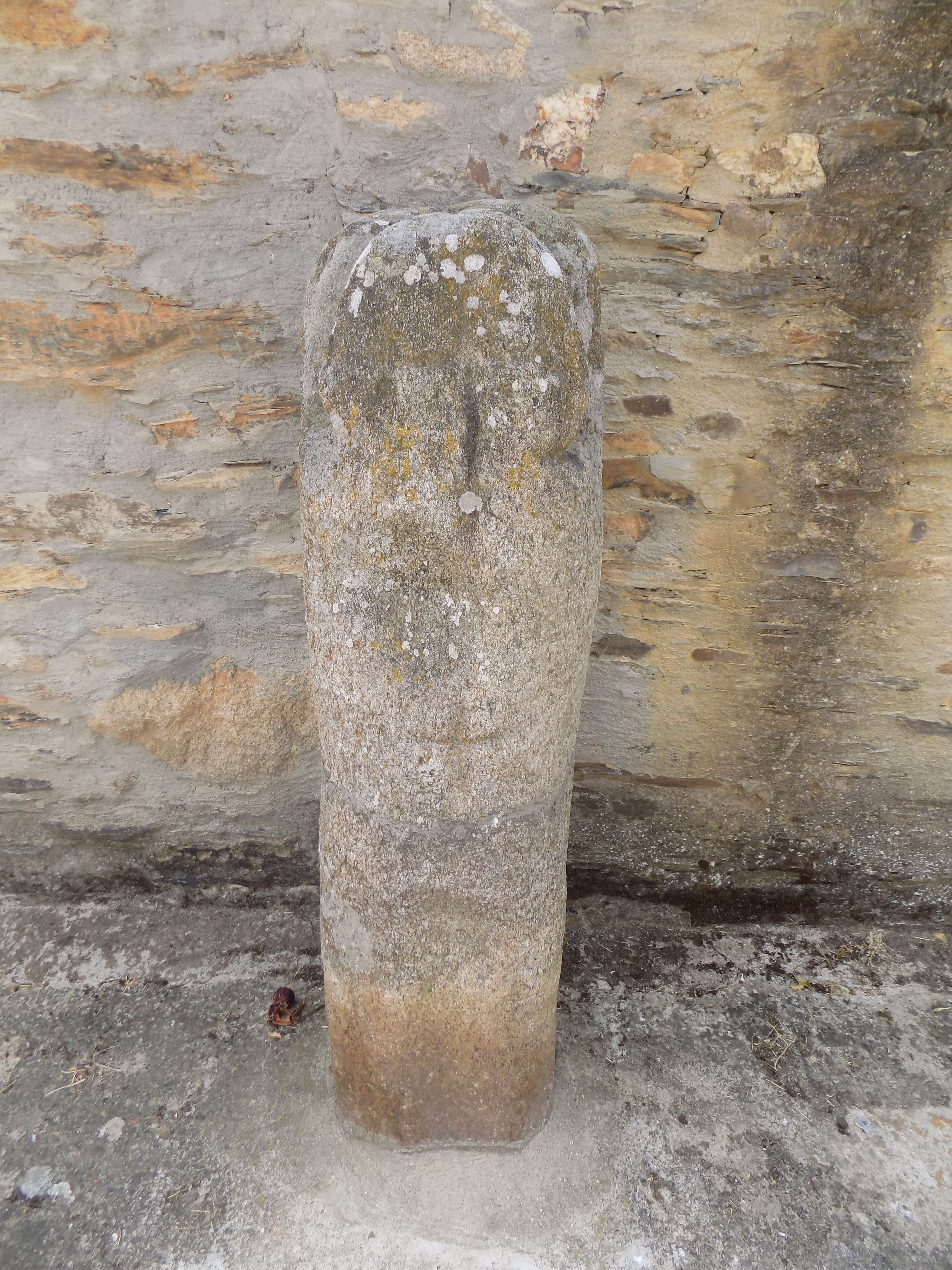
« El Rollo » à son emplacement actuel.

### Moyen Âge
Au cours du Moyen Âge, Ufones a été intégré au royaume de León, dont les monarques auraient entrepris le repeuplement de la localité dans le cadre du processus de repeuplement mené à Aliste. Après l'indépendance du Portugal par rapport au royaume de León en 1143, la localité aurait subi, en raison de sa situation géographique, les conflits entre les royaumes de León et du Portugal pour le contrôle de la frontière, la situation se stabilisant au début du XIIIe siècle.
Par la suite, à l'époque moderne, Ufones a été intégrée au district d'Alcañices dans la province de Zamora, comme le montre en 1773 la Mapa de la Provincia de Zamora (Carte de la province de Zamora) de Tomás López. Ainsi, lors de la restructuration des provinces et de la création des provinces actuelles en 1833, la localité est restée dans la province de Zamora, au sein de la région de León, et a fait partie en 1834 du district judiciaire d'Alcañices, une dépendance qui a duré jusqu'en 1983, date à laquelle elle a été supprimée et intégrée au district judiciaire de Zamora.
Enfin, vers 1850, l'ancienne municipalité d'Ufones a été intégrée à la municipalité de Rabanales.

## Parties
Les principales festivités d'Ufones sont celles de Santa Eulalia de Mérida, le 10 décembre.

## Anecdotes

### Le Rouleau
Le phallus susmentionné se trouvait à l'origine au milieu de la place principale de la ville, mais un camion transportant des cuves de vin, qui faisait marche arrière pour déposer les cuves dans l'ancien bar local, l'a renversé et l'a cassé en deux.
Après cet incident, le maire de la municipalité s'est présenté, proposant de l'expulser à vie, après avoir entendu la nouvelle, tous les voisins sont sortis de leurs maisons pour affronter le maire, qui a dû appeler la Guardia Civil et les voisins ont commencé à secouer la voiture de la Guardia Civil avec le maire à l'intérieur, après quelques heures de tension, le maire a réussi à s'enfuir.
Après cette manifestation, il a été décidé que « El Rollo » resterait à Ufones, mais pas au milieu de la place, mais à côté de l'église. Après cet ordre, il a été transporté à Fornillos de Aliste, une barre de fer a été insérée à l'intérieur et du ciment a été mis pour relier les deux parties, et c'est ainsi qu'il est aujourd'hui.

### Ufones a collaboré
Le 13 septembre 1985, entre 16 et 17 heures, un incendie féroce s'est déclaré dans une propriété privée de la municipalité de Rabanales et a brûlé 2 200 pins. Le journal « El Correo de Zamora » a rapporté l'incendie de cette manière :

« Dans la commune de Rabanales, et dans une propriété privée, 2 200 pins de 35 ans ont brûlé hier entre quatre et cinq heures de l'après-midi. L'ICONA a collaboré à l'extinction de l'incendie, tandis qu'environ 150 personnes du village voisin d'Ufones se sont contentées d'observer et de ne pas collaborer, selon ce que la section forestière de l'ICONA a déclaré hier à ce journal. »

À la suite de cette déclaration embarrassante, le maire de la ville d'Ufones de l'époque, Felipe Ballesteros Fernández, a envoyé une lettre à l'éditeur dans laquelle il déclarait ce qui suit :

« Je vous serais reconnaissant de bien vouloir publier dans votre journal la lettre suivante, qui fait référence à une autre publiée dans le journal du 14 de ce mois, concernant l'incendie de 2 200 pins dans la municipalité de Rabanales.
Je trouve extrêmement étrange, en ce qui concerne l'incendie de pins le 13 du mois en cours dans la municipalité de Rabanales, que quelqu'un d'un organisme officiel (ICONA) ose commettre l'outrage, l'insulte ou l'injure contre le personnel (150), selon la presse, du village d'Ufones, en affirmant que « le village voisin d'Ufones s'est contenté d'observer et n'a pas collaboré ».
Tout d'abord, au nom du village, je tiens à préciser que Ufones ne compte pas actuellement 150 habitants, comme le rapporte la presse, et dans le deuxième cas de non-collaboration, c'est un mensonge, je ne sais avec quelle intention, de dire qu'ils ont seulement vu et qu'ils n'ont pas collaboré. Comment est-il possible, et avec quelle intention, de mentir dans ce cas aux honnêtes gens, petits mais travailleurs et attentifs à tous les villages environnants ?
Petite, oui, avec un très petit nombre d'habitants, mais très grande en termes d'accomplissement fidèle de toutes ses obligations.
Je ne veux pas aller plus loin, mais pour rassurer le voisinage, j'aimerais savoir une chose : « La raison du mensonge ». »

## Démographie
| 2000 | 2001 | 2002 | 2003 | 2004 | 2005 | 2006 | 2007 | 2008 |
| ---- | ---- | ---- | ---- | ---- | ---- | ---- | ---- | ---- |
| 61   | 59   | 56   | 57   | 55   | 53   | 51   | 49   | 48   |

| 2009 | 2010 | 2011 | 2012 | 2013 | 2014 | 2015 | 2016 | 2017 |
| ---- | ---- | ---- | ---- | ---- | ---- | ---- | ---- | ---- |
| 47   | 48   | 49   | 47   | 49   | 45   | 38   | 37   | 34   |

| 2018 | 2019 | 2020 | 2021 | 2022 | 2023 | - | - | - |
| ---- | ---- | ---- | ---- | ---- | ---- | - | - | - |
| 32   | 28   | 27   | 28   | 29   | 31   | - | - | - |